# Sojoez 20
Sojoez 20 (Russisch: Союз-20, "Unie 20") was een Russische ruimtevlucht naar ruimtestation Saljoet 4. Deze vlucht vond plaats in 1975 en opvallend detail was dat deze capsule onbemand was.

## Geschiedenis
Op zich is het feit dat deze capsule onbemand was niet zo vreemd. Dat gebeurde regelmatig in het kader van het Kosmos-programma. Maar die kregen normaliter geen Sojoez-nummer. Dit was gewoonlijk voorbehouden aan geslaagde bemande lanceringen. Overigens bevond zich levende have aan boord. De vracht bestond uit schildpadden en andere biologische monsters, waaronder planten. Verder toonde de Sovjet-Unie zich, zoals zo vaak in die jaren, niet echt scheutig met verdere details omtrent de exacte samenstelling van de lading.
De Sovjet-Unie had in voorgaande jaren uitgebreide testvluchten uitgevoerd met onbemande capsules, vooral om de benodigde besturingstechnieken te verfijnen. Dit was noodzakelijk om een ruimtestation te kunnen bevoorraden. Nu was de tijd gekomen om een verdere stap te zetten: een onbemand schip laten aanmeren bij een ruimtestation.

## Vluchtverloop

### Lancering
Sojoez 20 werd gelanceerd op 17 november 1975 vanaf Bajkonoer met een Sojoez-draagraket. Deze capsule woog 6570 kg. Hij kwam in een baan met als hoogste punt van 263,5 km, een laagste punt van 199,7 km en een omlooptijd van 88,8 minuten, bij een inclinatie van 51,59°.
Het vaartuig ging op weg naar Saljoet 4 en voerde een geslaagde koppeling uit. Alle boordsystemen ondergingen uitgebreide proeven, tijdens verschillende vliegomstandigheden. Het was een generale repetitie voor de vlucht van Progress 1. Weliswaar pompte Sojoez 20 geen brandstof naar het station over, maar het betekende een belangrijke stap vooruit voor het onbemande Russische bevoorradingsprogramma. Ruimtevluchten vormen een uiterst kostbare aangelegenheid. Nu de Russen bewezen hadden een onbemande koppeling aan te kunnen, was het niet langer nodig om kosmonauten mee te sturen. Tevens kon dan de omvangrijke en zware overlevingsapparatuur voor hen achterwege blijven. Het was ook niet meer noodzakelijk om een zwaar hitteschild te installeren. Al met al leverde dit veel extra ruimte en vrijgekomen gewicht op, waardoor de nuttige lading tijdens vrachtvluchten aanzienlijk steeg.

### Landing
Bijna drie maanden later, op 16 februari 1976, maakte Sojoez 20 zich los van de Saljoet 4 en keerde terug naar de Aarde na een zeer geslaagde vlucht. De capsule landde op 56 km ten zuidwesten van Arkalyk, na een vlucht van 90½ dag. Ook nu blonken de Russen niet uit in openheid. De officiële mededeling luidde slechts dat "de terugkeermodule werd geborgen in een vooraf bepaald gebied in de Sovjet-Unie" en daar kon de pers het mee doen.
De weg lag nu open voor onbemande bevoorradingsvluchten.
1 ·
2 ·
3 ·
4 ·
5 ·
6 ·
7 ·
8 ·
9 ·
10 ·
11 ·
12 ·
13 ·
14 ·
15 ·
16 ·
17 ·
18A ·
18 ·
19 ·
20 ·
21 ·
22 ·
23 ·
24 ·
25 ·
26 ·
27 ·
28 ·
29 ·
30 ·
31 ·
32 ·
33 ·
34 · 
35 ·
36 ·
37 ·
38 ·
39 ·
40

T-1 ·  
T-2 ·
T-3 ·
T-4 ·
T-5 · 
T-6 ·
T-7 · 
T-8 ·
T-9 · 
T-10-1 ·
T-10 · 
T-11 ·
T-12 · 
T-13 ·
T-14 · 
T-15